# Mnesampela lenaea
Mnesampela lenaea är en fjärilsart som beskrevs av Edward Meyrick 1892. Mnesampela lenaea ingår i släktet Mnesampela och familjen mätare. Inga underarter finns listade i Catalogue of Life.

## Bildgalleri

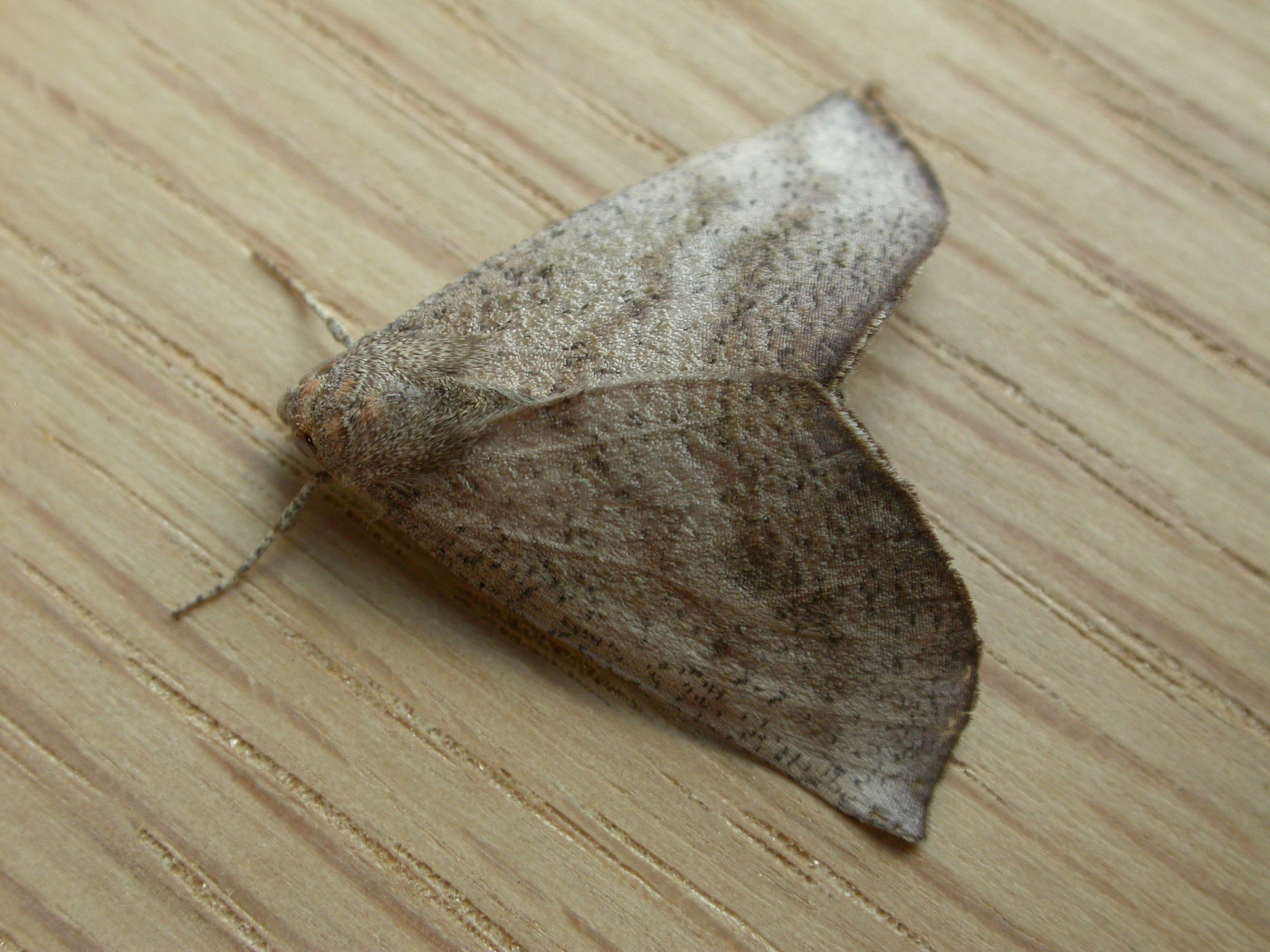